# 任广鹏
任广鹏（1971年4月—），汉族，山东郓城人。中国共产党党员。中华人民共和国政治人物。现任新疆维吾尔自治区巴音郭楞蒙古自治州党委书记。